# No soy un extraño
«No soy un extraño» es una canción interpretada por el cantante argentino Charly García, incluida en su segundo álbum de estudio Clics Modernos. En el aspecto musical, es una canción synth-pop, tiene como base el sintetizador Roland TR-808 y tiene un tempo moderadamente bailable, también introduce elementos del tango.

## Composición
La introducción de «No soy un extraño» está formada por dos hooks. Según la partitura, la canción tiene un compás de cuatro por cuatro. Por otra parte, presenta una base realizada con el sintetizador Roland TR-808.

## Lírica
En cuanto a la letra, Charly García comentó que la canción: «evocaba sorpresa; Es una forma de decir: "Soy nuevo, no conozco mucho, pero estoy dispuesto a aceptar algo nuevo". Es pensar que la alegría está en el descubrimiento y no en la repetición». Por otro lado, el sitio web oficial de García comento que su letra evoca a la dictadura que se vivió hasta poco antes del lanzamiento del álbum, destacando que «habla del exilio y pone la nostalgia en primer plano». Por su parte, la revista Rolling Stone comento sobre la lírica: «La descripción de una ciudad cosmopolita vista con ojos y música de tango».
La Facultad de Periodismo y Comunicación Social de la Universidad Nacional de La Plata realizó por su parte un análisis más extenso: «El tiempo presente es el eje fundamental de la letra y podría interpretarse como una forma de marcar una distancia respecto de un tiempo pasado de dictadura cívico militar (1976-1983) y de convenciones estrictas y prejuicios dentro del rock argentino (y la sociedad en general). Por tanto, ese uso del presente produce un efecto de acercamiento y de relato vivo que se observa en las primeras estrofas», citando a la siguiente: «Acabo de llegar, no soy un extraño. Conozco esta ciudad, no es como en los diarios desde allá. Acabo de mirar las luces que pasan. Acabo de cruzar las plazas, las razas y el color (…) Dos tipos en un bar se toman las manos, prenden un grabador y bailan un tango de verdad».

## Recepción crítica
Considerado una de las mejores canciones de Clics Modernos, «No soy un extraño» recibió en su mayoría críticas positivas. La revista Rolling Stone, para su edición especial del cantante, dijo que «Sintetiza de un modo magistral esa sensación de cambio que atravesaba Charly García en la época de Clics modernos». Otro comentario de la misma publicación lo describió como «uno de los temas que más sobresale» del álbum. Baltasar, del periódico chileno La Tercera, sostuvo que la canción está hecha a base de «minimalismo, polirritmia, neoclasicismo, discreción y donde se pueda una pátina de ambigüedad»

## Créditos y personal
- Charly Garcíaː teclados, Roland TR 808 y voz
- Larry Carltonː guitarra
- Pedro Aznar: bajo

Créditos adaptados de las notas de Clics Modernos.